# Resolutie 2374 Veiligheidsraad Verenigde Naties
Resolutie 2374 van de Veiligheidsraad van de Verenigde Naties werd unaniem door de VN-Veiligheidsraad aangenomen op 5 september 2017. De tekst van Franse hand stelde sancties in tegen zij die de uitvoering van het vredesakkoord in Mali in de weg stonden.

## Standpunten
De Franse vertegenwoordiger noemde het Malinese vredesakkoord cruciaal voor de veiligheid in heel de Sahelregio. Frankrijk zag de sancties als een middel om aan te zetten tot vooruitgang.
Zijn Russische collega zei dat sancties onderhandelingen ook konden bemoeilijken. Hij wees er ook op dat de tussenkomst in Libië (door NAVO-landen) aan de basis lag van de onveiligheid in Mali.
Rusland was vooraf tegen het opleggen van sancties geweest, omdat te verwachten valt dat het vredesakkoord zou mislukken als de ene partij sancties vraagt tegen de andere.

## Achtergrond
Sedert de jaren 1990 hadden de Toearegs in het noorden van Mali hun eigen bestuurlijke zone. Zij probeerden al langer hun regio Azawad los te maken van Mali, maar enkele gevechten in 2006 leidden tot een akkoord met de regering. Na de Libische burgeroorlog in 2011 keerden velen van hen die voor Qadhafi hadden gevochten zwaar bewapend terug naar Mali. Ze begonnen er een veroveringstocht om er gewapenderhand het noorden van het land in te nemen. De regering en het leger konden hen niet de baas en na maanden van ontevredenheid over leiding en uitrusting pleegden soldaten een staatsgreep, waarbij ook president Touré werd verjaagd. Zij richtten een comité voor het herstel van de democratie op, maar droegen de macht over aan een overgangsregime onder leiding van de parlementsvoorzitter na onderhandelingen met de ECOWAS.

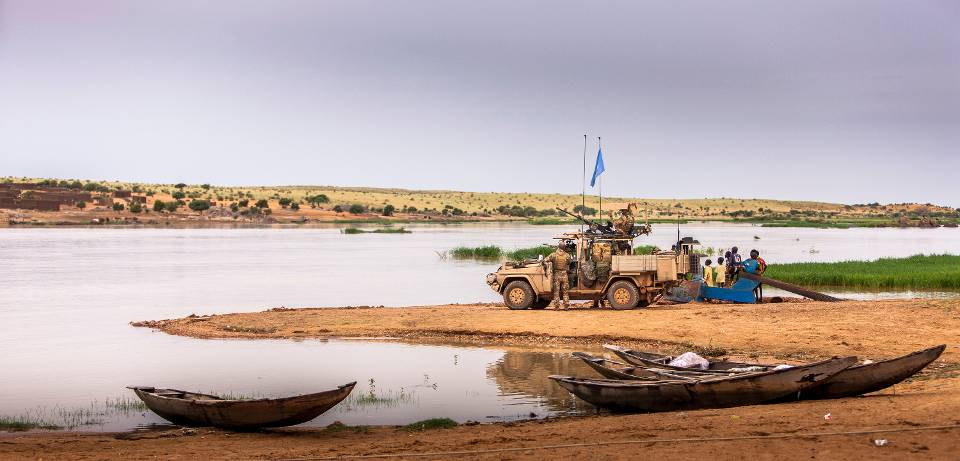
Nederlandse blauwhelmen in Mali in september 2014.

In januari 2013 zetten islamitische rebellen opnieuw een offensief naar het zuiden in. Franse grondtroepen ondersteund door troepen uit verschillende Afrikaanse landen zetten een tegenoffensief in en dreven hen terug naar het noorden. In april 2013 werd door middel van resolutie 2100 besloten om een VN-vredesmacht naar het land te zenden.
In 2015 sloten de regering en de rebellenallianties Plateforme d'Alger en Coordination des mouvements de l’Azawad een Vredes- en verzoeningsakkoord, dat onder meer een wapenstilstand inhield. De uitvoering ervan liep echter jaren vertraging op, vooral inzake defensie, veiligheid en de hervorming van het leger. Daardoor bleef het noorden van Mali onveilig en verstoken van basisdiensten, terwijl terreurgroepen zich verspreidden naar Centraal- en Zuid-Mali. Zij vielen onder meer de blauwhelmen van de MINUSMA-vredesmacht aan, in die mate dat MINUSMA de VN's dodelijkste vredesoperatie was.

## Inhoud
De Veiligheidsraad veroordeelde de herhaaldelijke schendingen van het staakt-het-vuren door de rebellengroepen in de regio's Kidal en Ménaka. Men drong aan om de dialoog te hervatten, en verwelkomde een op 23 augustus 2017 getekend bestand.
Het vredesakkoord uit 2015 voorzag erin dat de VN-Veiligheidsraad zou toezien op de uitvoering ervan, en indien nodig maatregelen zou nemen tegen eenieder die dit in de weg stond. In resolutie 2364 stond al dat men sancties overwoog tegen zij die het staakt-het-vuren schonden of de MINUSMA-vredesmacht en hulpverleners aanvielen. Op 9 augustus 2017 had de Malinese overheid laten weten dat het vredesakkoord vooral in de regio Kidal op de helling stond, en gevraagd een sanctieregime op te leggen.
Er werd een sanctiecomité opgericht bestaande uit de vijftien leden van de Veiligheidsraad. Dit comité moest een lijst van personen opstellen die de uitvoering van het vredesakkoord hinderden, VN-personeel, G5-Sahel-militairen, EU-militairen of Franse militairen aanvielen, drugs of mensen smokkelden of de noodhulpverlening hinderden. Landen mochten deze personen niet meer toelaten op hun grondgebied en moesten hun banktegoeden en eigendommen op hun grondgebied bevriezen.
Het comité kreeg de hulp van een vijfkoppig expertenpanel, dat een mandaat van dertien maanden kreeg. Naast het opstellen van de lijst moesten ze ook toezien op de uitvoering van de sancties, en hierover rapporteren.
Lijst ·  2337 ·  2338 ·  2339 ·  2340 ·  2341 ·  2342 ·  2343 ·  2344 ·  2345 ·  2346 ·  2347 ·  2348 ·  2349 ·  2350 ·  2351 ·  2352 ·  2353 ·  2354 ·  2355 ·  2356 ·  2357 ·  2358 ·  2359 ·  2360 ·  2361 ·  2362 ·  2363 ·  2364 ·  2365 ·  2366 ·  2367 ·  2368 ·  2369 ·  2370 ·  2371 ·  2372 ·  2373 ·  2374 ·  2375 ·  2376 ·  2377 ·  2378 ·  2379 ·  2380 ·  2381 ·  2382 ·  2383 ·  2384 ·  2385 ·  2386 ·  2387 ·  2388 ·  2389 ·  2390 ·  2391 ·  2392 ·  2393 ·  2394 ·  2395 ·  2396 ·  2397